# 奧井雅美
奧井雅美（日语：／ Okui Masami，1968年3月13日—），日本女歌手，生於日本兵庫縣伊丹市，血型為A型，大阪藝術大學藝術學系肄業。曾經隸屬的事務所/唱片公司有矢吹俊郎的PM Creators（ピーエムクリエーターズ）（2001年5月以前）、Starchild（Kingrecords）的M FRIENDS、evolution（GENEON ENTERTAINMENT／DWANGO），2011年轉為Lantis所屬。歌迷常以「雅君」稱呼。

## 簡歷
1989年開始擔任齊藤由貴、原田知世、Wink的背後合音，1990年至1995年也擔任松任谷由實的背後合音及舞群（高橋洋子也在其中）。而在合音的這段期間中，1993年推出單曲處女作（一定比任何人更出色）（她在之後有提到這段期間像是在打工的感覺）。其後主要的歌曲因多為動畫主題曲，因而有「動畫歌手」（歌手）的稱呼。另外她近期在歌曲的提供與散文的連載上，逐漸擴展活動的廣度。
2000年時，奧井去美國邀集TOTO的史蒂夫·盧卡斯、MR.BIG的比利·席翰等人伴曲，並且此時與製作人矢吹俊郎的音樂漸形漸遠。而在2001年與矢吹分開之後，自我風格的作曲風正式展開。2002年出版的迷你概念專輯『天使之聲』是由擔任SMAP作曲的林田健司操刀，有著全然迥異以往的曲風，一般來說，歌迷以此為她拓展曲域的宣示。此外，也提供石田燿子「power of love」等曲子，慢慢開始她的製作人歷程。而此時除了加入JAM Project外，也與米倉千尋組成「r.o.r/s」團體，積極展開新的活動。
2004年創立自有品牌的唱片公司：evolution，正式擔當製作人的業務。同年開始的「奧井雅美 O-Live」，與動畫專門的手機來電答鈴網站「Animelomix」（DWANGO公司所屬）共同企劃舉辦的（來電答鈴歌曲審查）活動，近江知永從此活動而成為她演唱的出道作。近年擔任「@Tunes.」（神奈川電視台）的主持人等等，比以前更為活躍。

### 人物特色
- 與林原惠在合唱「Get along」後有著親密的來往。尤其是奧井還在King Records時，因為與林原的廣播節目接連在一起（林原的節目之後即為奧井的），所以經常性的擔任客座來賓。雖說如此，卻又不致踏入彼此隱私的深交，覺得這樣的關係被稱作朋友有些不自然，因此並不互相稱為朋友。也由於林原不喜歡被人輕率地稱呼為朋友，奧井這邊也顧慮到了林原的感受。近期已經轉入新東家evolution，因此像是「林原惠的東京不羈夜」等Starchild的節目不再參與擔任來賓。
- 以出類拔萃的歌唱能力脫穎而出，其唱歌特色在於音域廣泛，充滿爆發力，即使是唱到高音域時也沒有嘶啞的充沛音量，這是其他歌手不一定能做得到的。
- 目前大多是用「okui,masami」的名稱在活動時出現，這是因為原本在專輯上是用「奧井雅美」、「Masami Okui」的方式混用，有想要將此名稱定名的意圖，但目前還未有完全確定。
- 奧井在廣播節目中的問答中，回答她「像《惡魔人》『不動明』的男性類型」。
- 奧井身體狀況時常不好，但還是不顧身體照常工作。

## 與華人圈的關係
- 2000年時的單曲「OVER THE END」特別至香港拍攝宣傳MV。
- 2006年11月4日至中國上海的新天地ARK（亞科）舉辦第一次的海外演唱會，此次演唱會的性質是2006年10月4日發行的「evolution」專輯之宣傳巡迴演唱會，同時間在台灣台北The Wall舉辦的是福山芳樹第一次的海外演唱會，有同屬JAM Project各自拚場的味道。
- 在11月4日的上海、台北的雙邊演唱會中，奧井雅美與福山芳樹各自都展現了演唱風格，雙邊人數各有600餘人，讓兩位歌手的首次海外行圓滿落幕。
- 奧井在ARK及福山在The Wall的成功，帶領影山浩宣在2007年3月10日於上海ARK、2007年5月12日於台北台灣大學綜合體育館舉辦華人地區較大型的演唱會。
- 與JAM Project的成員共同來台，於2008年6月1日於台北台灣大學綜合體育館舉辦世界巡迴演唱會（JAM Project World Flight 2008 in Taipei）第一站的演出；2008年10月，也在北京、上海、香港舉辦演唱會。
- 與JAM Project的成員共同來台，於2009年5月30、31日二天於台北台灣大學綜合體育館列入日本的巡迴演唱會（JAM Project Hurricane Tour 2009 Gate of the Future）中，也在韓國舉辦演唱會。
- 2010年5月28日於香港舉辦首次個人巡迴演唱會「奧井雅美 Asia Tour 2010 ～Troubadour～ vol.1 in Hong Kong」。

## 作品一覽

### 單曲
Starchild
- 1993年

（一定比任何人更出色）KIDA-67/1993年8月21日- 出道單曲，為OVA（Fantasia）的片尾曲
KIDA-70/1993年11月26日
- 1994年

「I WAS BORN TO FALL IN LOVE／FULL UP MIND」（我就是生來戀愛的／充滿理智）KIDA-71/1994年1月21日
「REINCARNATION／両手いっぱいの夢」（重生轉世／兩手中滿滿的夢）KIDA-79/1994年3月5日
「My Jolly Days／BEATS the BAND」KIDA-85/1994年8月5日
（這就是命運～終於邂逅了／Live alone... 就算活了千年）KIDA-93/1994年12月21日
- 1995年

「Get along／KUJIKENAIKARA!」（持續前進／別灰心）KIDA-107/1995年5月24日
「MASK」（面具）KIDA-119/1995年11月3日
- 1996年

「Shake it／Lonely soul」（搖擺／寂寞靈魂）KIDA-126/1996年1月24日
（不准來阻撓我）KIDA-128/1996年4月24日
（裸露的心／宛如彩虹）KIDA-143/1996年12月5日
- 1997年

「J／spirit of the globe」（J／世界的精神）KIDA-145/1997年3月5日
「輪舞-revolution」（輪舞-革命）KIDA-149/1997年5月21日
（絕對是對的啦。）KIDA-153/1997年6月21日
- 1998年

「Birth／太陽の花」（誕生／太陽花）KIDA-162/1998年5月22日
「朱－AKA－／」（朱色／如膠似漆地戀愛吧）KIDA-167/1998年8月7日
「Never die」（永遠不滅）KIDA-174/1998年11月27日
- 1999年

「Key」（鑰）KIDA-177/1999年3月13日
「天使の休息／」（天使的休息／RuRuRu）KIDA-178/1999年5月8日
「labyrinth／」（迷宮／時空中的愛是..）KIDA-181/1999年7月2日
（那就是突然來到）KICS-762/1999年11月26日
「Only one, No.1」（成為唯一，就是第一）KIDA-189/1999年12月3日
- 2000年

「OVER THE END」（超越底限）KICS-789/2000年4月26日
「TURNING POINT」（轉捩點）KICS-817/2000年7月21日
「CUTIE」（鬼靈精）KIDA-203/2000年7月21日
「Just do it」（就去做吧）KIDS-432/2000年8月3日
- 2001年

「／I'd love you to touch me」（架在天空的橋樑／我想要你來感動我）KIDA-207/2001年2月7日
「～for a yours～」（成為女神）KIDA-208/2001年3月21日
（洗牌／那日的午后）KICM-1017/2001年4月25日
「DEPORTATION～but, never too late～／情熱」（離境，但永遠不會太遲／情熱）KICM-3013/2001年7月25日
- 2002年

「HAPPY PLACE／いいわけ」（愉悅的場所／藉口）KICM-1056/2002年8月22日
Kingrecords
- 2003年

「SECOND IMPACT／PURE／MESSAGE」（第二次衝擊／純潔／訊息）KICM-1092/2003年11月27日
evolution
- 2004年

「Olive／SNOWY／Troubadour～吟遊詩人～」（雅美的現場秀／雪白／吟遊詩人）EVCS-0001/2004年12月8日
- 2005年

「TRUST／A confession of TOKIO」（信任/東京的告解）EVCS-0002/2005年5月11日
- 2006年

「蜜-Mitsu-／Paradise Lost」（蜜／遺失天堂）EVCS-0005/2006年1月25日
「zero-G-／Gift」（零-重力-／天賦）EVCS-0006/2006年5月10日
「WILD SPICE／Lunatic Summer」（野性的調味／瘋狂的夏天）EVCS-0008/2006年8月9日
- 2007年

「Remote Viewing／背徳のKISS～Love of a fallen angel～」（遙視／違背道德的吻～一個死去天使的愛～）EVCS-0009/2007年1月26日
「It's my life／-w-」（這就是我的人生／-w-）2007年7月4日
- 2008年

「Melted Snow／Shape of myself」（溶雪／我自己的成長）2008年11月5日
- 2009年

「ミラクル・アッパーWL 奥井雅美 feat. May'n」 2009年8月21日
其他
- 2007年

「RING／RING -Ballade Version-」（戒指）2007年7月25日
「INSANITY／TOTAL ECLIPSE」（錯亂／全蝕）2007年11月21日

### 專輯
Starchild
- Gyuu(塞滿)（1995年4月21日/KICS-482）

- V-sit(去旅行吧)（1996年9月21日/KICS-586）

- Ma-KING(奧井‧王)（1997年9月26日/KICS-642）

- Do-can(做，就能實現)（1998年9月23日/KICS-695）

- Her-Day(雅美的日子)（1999年8月27日/KICS-744）

- NEEI(嘿)（2000年8月23日/KICS-822）

- DEVOTION(奉獻)（2001年8月29日/KICS-890）

Kingrecords
- crossroad(十字路口)（2002年9月4日/KICS-964）

- angel's voice(天使之聲)（2002年11月22日/KICS-982）

- ReBirth(再生)（2004年2月4日/KICS-1051）

evolution
- Dragonfly(飛龍)（2005年2月2日/EVCA-0001）

- God Speed(神速)（2006年2月24日/EVCA-0002）

- evolution(演化)（2006年10月4日/EVCA-0003）（初回限定版：收錄PV「蜜-mitsu-」「zero-G-」「WILD SPICE」的DVD）

- Masami Life(雅美的生活)（2007年10月3日/EVCA-0005）

- Akasha （2009年2月25日/EVCA-0010）

### 特殊專輯
- (雅美的小節)（2003年5月1日/KICS-1017）

- (獻給奧井雅美～夥伴～)（2008年6月25日/EVCA-1001）

### 精選輯
- S-mode #1(單曲精選第一彈)（2001年3月21日/KICS-873～874）

- S-mode #2(單曲精選第二彈)（2004年2月25日/KICS-1068～1069）

- S-mode #3(單曲精選第三彈)（2005年2月23日/KICS-1148～1149）

- 大奧（2008年2月6日/）

### 演唱會專輯
- BEST-EST（最佳試驗）（1999年6月4日/KICS-723～724）

- Li-Book 2000（實況小冊2000）（2000年11月22日/KICS-831）

### MTV與演唱會影片
- Ma-KING Concert'97
- Do-can diary
- A-Day
- Live in Hibiya -no cut-
- B-Day
- document'00
- Birth Live'01
- C-Day
- Live Devotion
- V-mode～10th Anniversary～
- GIGS 2004 ReBirth
- GIGS 2005 Dragonfly
- GIGS 2006 GodSpeed
- GIGS 2006 evolution

### 其他
- Cool & Charm ～Vocal Mix～（電視動畫『RAY THE ANIMATION』插入曲）
- 紫音-sion-（電腦遊戲『（限定解除版）』UNLIMITED篇插入曲）
- RAY THE ANIMATION SOUND TRACK
- またあした(再會)（OVA『魔法使Tai!』片尾曲・MASAMI名義）
- 眠れない夜は…(無法入眠之夜)（電視動畫『秀逗魔導士』印象歌曲・以林原惠＆奥井雅美名義）
- NOBODY COULD BE(沒人能夠)（OVA印象歌曲）
- HOT SPICE(火辣)（劇場版動畫『秋葉原電腦組～2011年的暑假～』片尾曲）
- (最後一景)（動畫『秋葉原電腦組～2011年的暑假～』插入曲）
- Good-bye crisis （電腦遊戲『Hello,good-bye（日语：Hello,good-bye）』片頭曲）
- （線上遊戲『狩龍戰紀』主題曲）

### 樂曲提供
作詞・作曲
- 阿部玲子・宮崎羽衣・近江知永(看著笑容)、『Love Prisoner』(愛情的囚犯)、『Dream Girls』(夢想中的少女))
- 石田彰(秘密～誰的訊息～)、『BUT BUT BUT』
- 飯塚雅弓『Memorial Song』(記憶之曲)
- Ikuko『Angel of Light』(發亮的天使)
- 近江知永(泡沫)、(火花)、『Still Love』(仍舊愛著你)、『Return to Love』(重回愛情)「Happy Days」(愉快的日子)
- 金月真美(燭光消失之時)
- 國府田マリ子(月光下的天使～邁向明天～)
- 子安武人『千日手』
- 副田研二
- 飛田展男(亂舞)
- 野川櫻 「KAKERA」(碎片)「Girl's☆Pleasure」(女孩子的喜悅)
- 水谷優子『領域～Heaven&Hell～』(領域～天堂&地獄～)
- 綠川光『more than words』
- 宮崎羽衣『KURENAI』『Happy Succession』『PHOSPHOR』

作曲
- 天野由梨(然後)
- 石田燿子、『believing』(相信著)、『proof of life』(生命的證據)、『power of love』(愛情的力量)、
- 近江知永(我與你的60秒間)
- 子安武人、『大勇者物語（子安武人＆小野坂昌也）』
- 冬馬由美『alone』(獨處)
- 林原惠『乙女の祈り（林原惠＆鈴木真仁）』(少女的祈禱)
- 柊美冬『雨のFaraway』
- FURIL（氷上恭子・宮村優子・）『For You』
- MASAMI(與矢吹俊郎共同提供)
- 綠川光『We are…』(我們是...)

作詞
- 遠藤正明『JEWEL』『HAPPY ICE CREAM』、
- 近江知永『純愛白書』『冬の向日葵』
- KAORI『篝火』
- (如膠似漆地戀愛吧)
- 『KOHAKU』
- 鈴木真仁(普通的幸福)
- 林原惠『いっしょに（林原惠＆白鳥由里＆平松晶子）』(一起)
- 松本梨香『SOMEDAY』(某天)
- 水樹奈奈『TRANSMIGRATION』(遷徙)
- 宮崎羽衣 『Fates』、『Satisfaction』、『STRATEGY』『Time Limit』
- 山岸功『1 2 3』
- きただにひろし『Refractional Jealousy』『Shake×3』『突然DAYS』
- Aimi『ニコぬこ猫』『Ring Ring a Ding』

## 書籍
- 奥井雅美ベストコレクション
- 雅 MIYABI

## 演出節目

### 廣播
- EB Club（終了）
- OVER THE END→TURNING POINT（終了）
- KISS3（終了）
- 奧井雅美 O-Live（終了）

### 電視
- @Tunes.
- M－VOICE（大阪電視台：助理）

## 相關項目
動畫作品
- I、II
- （秀逗魔導士 Slayers）
- （新世紀福音戰士）
- （少女革命歐蒂娜）
- （秋葉原電腦組）
- （宇宙戰艦山本洋子1、2、OVA）
- （鈴鐺貓娘）
- （遊戲王）
- （我的主人愛作怪）
- 無敵看板娘

公司與組織
- Starchild
- Kingrecords
- evolution
- Lantis

關係人
- 矢吹俊郎
- 大平勉
- （林原惠）
- 米倉千尋
- 石田燿子
- （水樹奈奈）
- Billy Sheehan（比利席翰）
- MR.BIG
- 北島健二
- 若林剛太
- 近江知永
- Monta

相關團體
- JAM Project
- r.o.r/s

## 外部連結
- 奧井雅美官方網站 （页面存档备份，存于）
- 奥井雅美 （页面存档备份，存于），Lantis web site